# Пареси-Нову
Пареси-Нову (порт. Pareci Novo)  —  муниципалитет в Бразилии, входит в штат Риу-Гранди-ду-Сул. Составная часть мезорегиона Агломерация Порту-Алегри. Входит в экономико-статистический  микрорегион Монтенегру. Население составляет 3583 человека на 2006 год. Занимает площадь 57,405 км². Плотность населения — 62,4 чел./км².

## История
Город основан 20 марта 1992 года. 

## Статистика
- Валовой внутренний продукт на 2003 составляет 27.013.569,00 реалов (данные: Бразильский институт географии и статистики).
- Валовой внутренний продукт на душу населения на 2003 составляет 7.884,87 реалов (данные: Бразильский институт географии и статистики).
- Индекс развития человеческого потенциала на 2000 составляет 0,837 (данные: Программа развития ООН).

## География
Климат местности: субтропический.